# 冯小宁
冯小宁（1954年11月—），男，陕西西安人，中国大陆第五代电影导演代表人物之一，曾任中国民主促进会中央委员会常务委员，第九届、第十届、第十一届全国政协委员，其擅长执导历史战争题材影片，代表作为「战争三部曲」——《红河谷》（1996）、《黄河绝恋》（1999）、《紫日》（2001）。

## 生平
冯小宁1954年生于西安，爷爷冯亮功是红军烈士，外公是著名数学家傅种孙，父亲冯雨荪是前北京石油学院炼制系副主任，1岁时随父母到北京生活。15岁在北京燕山石化总厂机修厂担任一名翻砂工，在那里工作了8年。文革结束后，1978年，冯小宁考入北京电影学院美术系，1982年，毕业后分配到中国儿童电影制片厂任美工，短短几年就由美工、场记晋升至导演。1988年，执导电视剧处女作《病毒·金牌·星期天》，凭该剧获得第9届电视剧飞天奖优秀导演。1990年，首部电影处女作《大气层消失》上映，是中国大陆最早的环保题材科幻电影，其导演的首部儿童抗日题材电影《战争子午线》也获得不少好评，他凭这两部电影获得第11届中国电影金鸡奖“特别奖”。1991年，先后导演了两部电视剧《北洋水师》与《大空战》。1996年开始，接连创作的《红河谷》、《黄河绝恋》、《紫日》，成为中国大陆战争片的经典之作。

## 作品
冯小宁的所有作品都是集导演、制片人、编剧、摄影、特技、剪接于一身，但近年作品評價皆不高。

### 电影
- 1989年，《大气层消失》
- 1990年，《战争子午线》
- 1996年，《红河谷》（获百花奖、华表奖最佳影片，华表奖优秀导演奖）
- 1999年，《黄河绝恋》（获华表奖优秀故事片）
- 2001年，《紫日》（获2001年金鸡奖最佳摄影提名）
- 2002年，《嘎达梅林》
- 2004年，《信天游》
- 2005年，《举起手来》（获北京大学生电影节最佳导演奖）
- 2006年，《青藏线》
- 2008年，《超强台风》
- 2009年，《篮球公园》
- 2010年，《举起手来2》
- 2012年，《一八九四·甲午大海战》[1]
- 2013年，《落经山》
- 2019年，《动物出击》
- 2021年，《永远是少年》

### 电视剧
- 1988年，《病毒·金牌·星期天》
- 1992年，《北洋水师》
- 1992年，单本剧《大风警报》
- 1993年，《大空战》
- 1999年，单本剧《乡村警察》
- 2005年，《朱元璋》